# Benjamin Britten

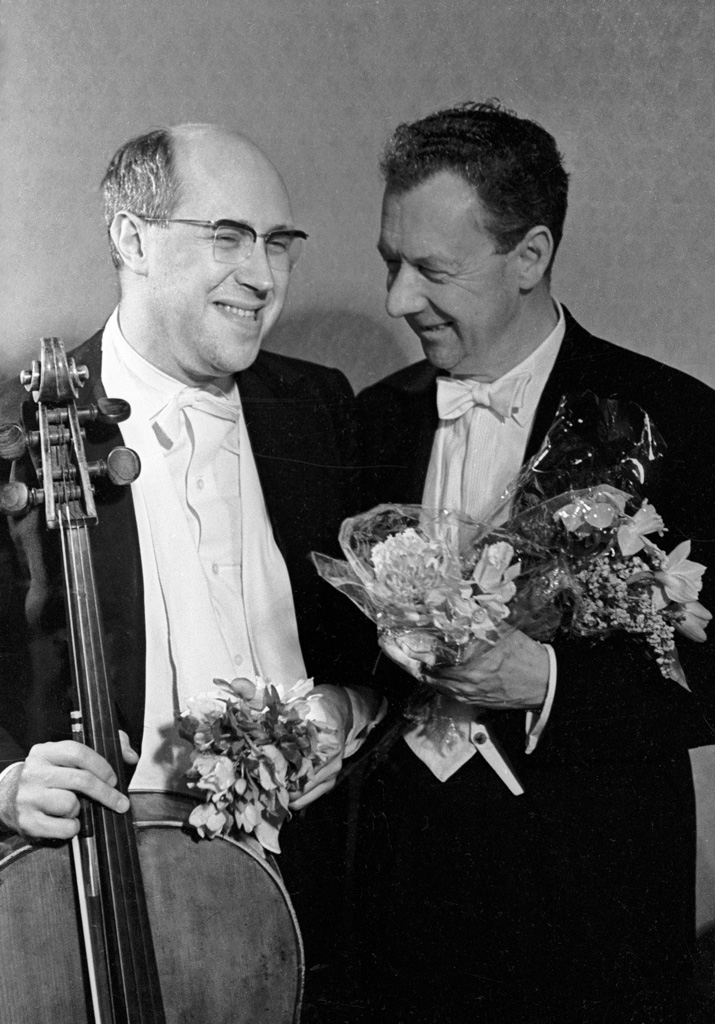
Mstislaw Rostropowitsch (links) und Benjamin Britten, 1964

Edward Benjamin Britten, Baron Britten of Aldeburgh OM CH (* 22. November 1913 in Lowestoft, Suffolk; † 4. Dezember 1976 in Aldeburgh, Suffolk) war ein britischer Komponist, Dirigent und Pianist.

## Leben und Werk

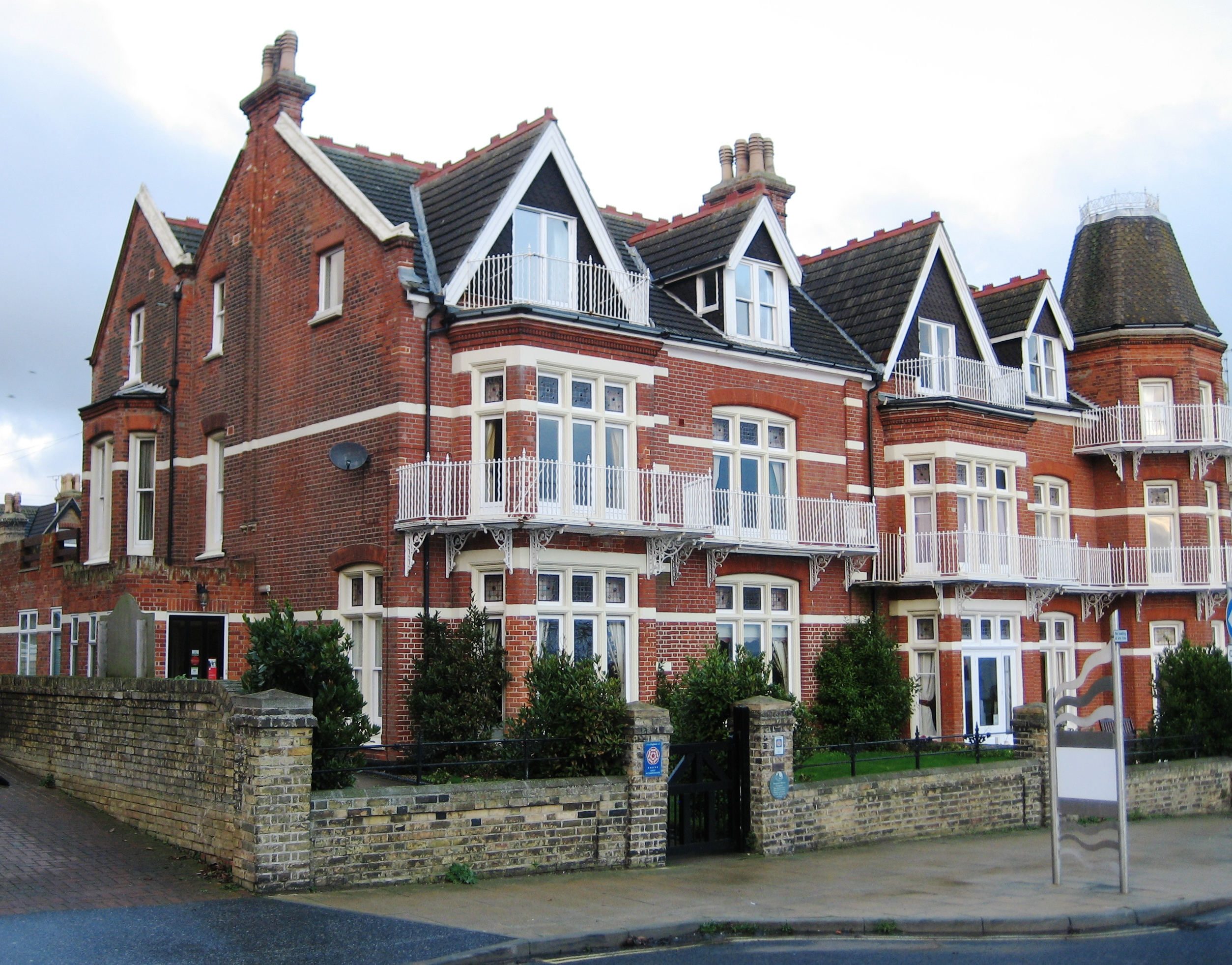
Geburtshaus von Benjamin Britten

Benjamin Britten wurde als viertes und jüngstes Kind des Zahnarztes Robert Victor und seiner Ehefrau Edith Rhoda Britten geboren. Mit fünf Jahren erhielt er von seiner Mutter die ersten Klavierstunden. Im Jahr 1921 schrieb Britten seine ersten Kompositionen. Während der Schulzeit wurde er im Klavier- und Bratschenspiel maßgeblich von Frank Bridge unterrichtet, ihm widmete er später auch seine Komposition Variationen zu einem Thema von Frank Bridge. 1930 studierte er Klavier und Komposition am Royal College of Music in London, das er 1933 verließ.
Britten besuchte wie der Dichter W. H. Auden die Gresham’s School in Norfolk – ihre Bekanntschaft und Freundschaft begann jedoch nicht dort, sie besuchten die Schule nacheinander. Vielmehr begegneten sie sich während Brittens Tätigkeit für die GPO Film Unit im Jahre 1935. Auden hat ihn nicht nur persönlich, sondern auch künstlerisch beeinflusst. Einige Texte Audens wurden von ihm vertont (z. B. Our Hunting Fathers, op. 8 und On this Island, op. 11).
Viele Tenorpartien seiner Opern und viele Lieder waren für die Aufführung durch seinen Lebensgefährten gedacht, den Tenor Peter Pears, den Britten im Jahr 1937 kennengelernt hatte. Er schrieb bedeutende Kammermusikwerke, Kammeropern und die Kammermusik seines War Requiem für das Melos Ensemble.
1939 verließ der erklärte Pazifist Britten Europa und ging in die USA. 1942 kehrte er jedoch – wieder zusammen mit Peter Pears – nach Großbritannien zurück. In zweiter Instanz wurde Britten die Kriegsdienstverweigerung im Zweiten Weltkrieg nicht nur für die kämpfenden Truppen, sondern allgemein zugestanden.
Weithin bekannt wurde Britten durch seine Oper Peter Grimes, mit der die Sadler’s Wells Opera Company ihr Theater nach dem Zweiten Weltkrieg wieder eröffnete (Uraufführung 7. Juni 1945). 1948 entstand die Kantate Saint Nicolas, welche das Leben und Wirken des Bischofs Nikolaus von Myra beschreibt. Im Dezember 1961 vollendete er anlässlich der Neuerrichtung der im Zweiten Weltkrieg zerstörten Kathedrale von Coventry das War Requiem, das seitdem zu den wichtigsten Chorwerken des 20. Jahrhunderts gezählt wird (Uraufführung: 30. Mai 1962, Coventry). Verwendet wurden Texte der Liturgie und Gedichte des 1918 gefallenen Lyrikers Wilfred Owen.
Seine Kompositionen umfassen Orchester- und Kammermusik, vor allem aber Vokalmusik (Opern, Lieder, Kompositionen für Chor). Zu seinen bedeutendsten Werken zählen die Serenade für Tenor, Horn und Streicher sowie die Opern Peter Grimes und A Midsummer Night’s Dream.
Britten war auch ein außerordentlicher Dirigent und Pianist. So dirigierte er 1970 die erstmals außerhalb Russlands aufgeführte 14. Sinfonie Schostakowitschs, ein Werk, das der Komponist ihm gewidmet hatte. Als Pianist ist er häufig als Liedbegleiter aufgetreten. Seit den fünfziger Jahren sind zahlreiche Schallplattenaufnahmen eigener und fremder Werke erschienen. Seit einigen Jahren macht die BBC aus ihrem Archiv Live-Mitschnitte mit ihm wieder zugänglich.
1948 gründete Britten in seinem Wohnort Aldeburgh ein Musikfestival, das bis heute existiert. 1967 wurde eine Konzerthalle im Veranstaltungs-, Ausstellungs- und Einkaufszentrum „Snape Maltings“ in dem Dorf Snape nahe Aldeburgh eröffnet. Dort findet das Aldeburgh Festival seither jährlich statt.

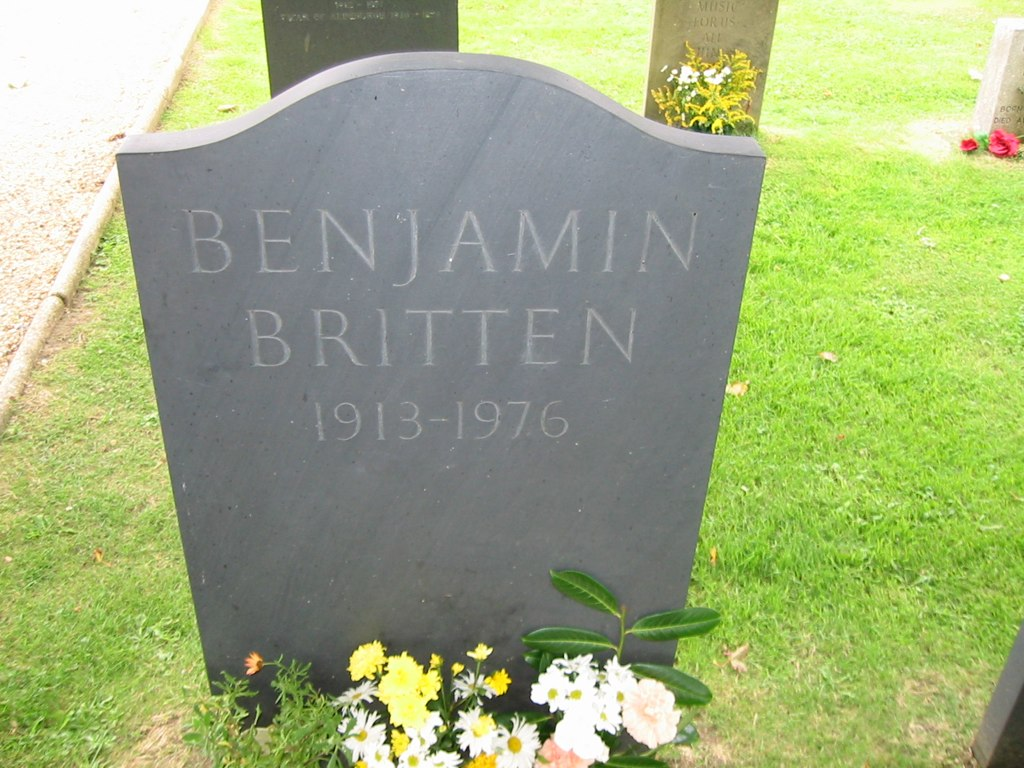
Benjamin Brittens Grab in Aldeburgh, Suffolk, England

Britten gehörte zu den Unterstützern des 1954 gegründeten Movement for Colonial Freedom, einer antikolonialistischen Organisation. Aufgrund seiner gesellschaftspolitischen Aktivitäten wurde er vom MI5 überwacht.
Neben vielen anderen Auszeichnungen erhielt Britten den Order of Merit – als dritter englischer Komponist nach Edward Elgar und Ralph Vaughan Williams. 1955 wurde er als assoziiertes Mitglied in die Académie royale des Sciences, des Lettres et des Beaux-Arts de Belgique und 1957 als auswärtiges Ehrenmitglied in die American Academy of Arts and Letters gewählt. 1960 wurde er in die American Academy of Arts and Sciences gewählt. 1965 wurde er mit dem finnischen Wihuri-Sibelius-Preis und 1968 mit dem Léonie-Sonning-Musikpreis geehrt. 1958 bzw. 1970 wurde er Mitglied der Akademie der Künste in Berlin. 1976 wurde er als auswärtiges Mitglied in die Académie des Beaux-Arts aufgenommen.
Britten verwendete zwar auch Techniken seiner modernen Zeitgenossen, im Großen und Ganzen ist Brittens Musik aber eher als konservativ zu bezeichnen. Er war ein Verehrer von Henry Purcell und griff bei einem seiner bekanntesten Werke, dem Young Person’s Guide to the Orchestra, auf ein Thema Purcells zurück.
Am 2. Juli 1976 wurde Britten als Baron Britten, of Aldeburgh in the County of Suffolk, zu einem Life Peer erhoben und wurde dadurch Mitglied des House of Lords. Einige Monate später starb er am 4. Dezember 1976 in seinem Haus in Aldeburgh und wurde auf dem örtlichen Friedhof begraben.

## Ehrungen
Seit dem 8. Dezember 1977 tragen in der Antarktis die Bucht Britten Inlet und das darin befindliche Britten-Schelfeis seinen Namen. Der am 15. Februar 1983 entdeckte Asteroid (4079) Britten wurde 1990 ebenfalls nach ihm benannt.

## Werke

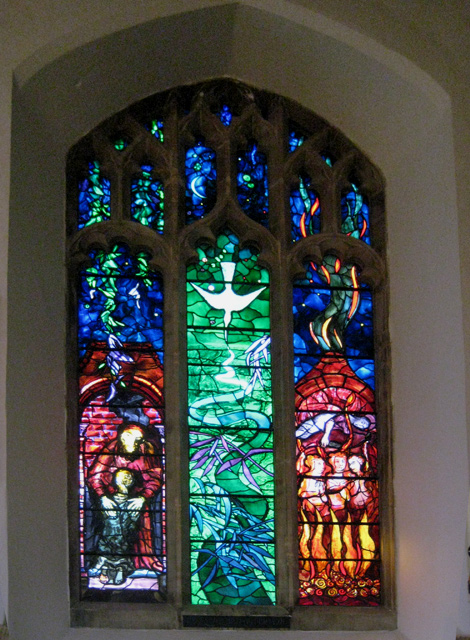
Benjamin Britten Memorial Window von John Piper in der St Peter and St Paul's Church, Aldeburgh

### Orchesterwerke
- Elegy for Strings (1928)
- Two Portraits für Streichorchester (1928–30)
- Sinfonietta für Kammerorchester op. 1 (1932)
- Simple Symphony für Streichorchester op. 4 (1934)
- Soirées Musicales op. 9 nach Gioachino Rossini (1936)
- Mont Juic op. 12, gemeinsam mit Lennox Berkeley (1937)
- Variations on a Theme of Frank Bridge für Streichorchester op. 10 (1937)
- Konzert für Klavier und Orchester op. 13 (1938, überarbeitet 1945)
- Konzert für Violine und Orchester in d-moll, op. 15 (1939, überarbeitet 1958)
- Young Apollo für Klavier und Streichorchester op. 16 (1939)
- Sinfonia da Requiem für Orchester op. 20 (1940)
- Diversions für Klavier (linke Hand) und Orchester op. 21 (1940, überarbeitet 1954)
- Matinées Musicales op. 24 nach Gioachino Rossini (1941)
- Prelude and Fugue for 18 strings op. 29 (1943)
- Four Sea Interludes op. 33a und Passacaglia op. 33b aus Peter Grimes für Orchester (1945)
- The Young Person’s Guide to the Orchestra op. 34 (1946) nach einem Thema von Henry Purcell
- Symphonic Suite aus Gloriana op. 53a (1954)
- The Prince of the Pagodas op. 57 (Ballet, 1956)
- Cello Symphony op. 68 (1963)
- Suite über englische Volkslieder A Time There Was für Kammerorchester op. 90 (1966/1974)
- Phaedra für Mezzosopran, Streichorchester, Percussion, Cello und Cembalo op. 93 (Robert Lowell nach Racines Phèdre, 1975)
- Lachrymae: Reflections on a song of Dowland für Viola und Streichorchester op. 48a (1974)

### Chorwerke mit Orchester
- The Company of Heaven für Solisten, Chor und Orchester (1937)
- The World of the Spirit für Solisten, Chor und Orchester (1938)
- Ballad of Heroes für Tenor, Sopran und gem. Chor op. 14 (1939), gewidmet den Interbrigadisten[11]
- Saint Nicolas für Tenor, Kinderchor, gem. Chor, Streichorchester, Klavier und Schlagzeug op. 42 (1948)
- Spring Symphony für Sopran, Alt, Tenor, gem. Chor und Knabenchor op. 44 (1949), mit Texten von Wystan Hugh Auden, William Blake und John Milton.
- Cantata academica. Carmen Basiliense für vier Solisten und gem. Chor op. 62 (1959)
- War Requiem für Sopran, Tenor, Bass, gem. Chor, Knabenchor, Orchester und Orgel op. 66 (1961)
- Psalm 150 für zweigeteilten Kinderchor op. 67 (1962)
- Cantata misericordium für Solisten, kleinen Chor, Streichquartett, Streichorchester, Klavier, Harfe und Kesselpauken op. 69 (1963)
- Children's Crusade, Ballade für Kinderstimmen und Orchester op. 82 (1968)
- Welcome Ode für Jugendchor und Jugendorchester op. 95 (1976/77)
- Praise we great men für Solisten, Chor und Orchester (Edith Sitwell) (1976, fertiggestellt von Colin Matthews 1985)

### Chorwerke, unbegleitet oder mit Klavier, Orgel oder Harfe
- A Hymn to the Virgin (Anon.) für gemischten Chor (1930, rev. 1934)
- The King's Birthday für Chor (1931)
- A Boy was Born, Variationen für gemischten Chor und Knabenchor op. 3 (1933)
- Te Deum für 2 St., Chor und Orgel/Streicher/Klavier (1934)
- Friday Afternoons für Kinderchor und Klavier op. 7 (1935)
- A.M.D.G. (Gerard Manley Hopkins) für gemischten Chor, urspr. op. 17 (1939)
- Hymn to St. Cecilia, Text von W. H. Auden für gemischten Chor op. 27 (1942)
- A Ceremony of Carols für Knabenchor und Harfe op. 28 (1942)
- Rejoice in the Lamb, für 4 Solisten, gemischten Chor und Orgel op. 30 (1943)
- Festival Te Deum, für gem. Chor und Orgel op. 32 (1944)
- A Wedding Anthem (Amo ergo sum), Text von Ronald Duncan, für Sopran, Tenor, gem. Chor und Orgel op. 46 (1949)
- Five Flower Songs, für gem. Chor op. 47 (1950)
- Hymn to St. Peter, für gem. Chor und Orgel op. 56a (1955)
- Antiphon für gem. Chor und Orgel op. 56b (1956)
- Missa brevis D-Dur für Knabenchor und Orgel op. 63 (1959)
- Voices for Today, für gem. Chor und Orgel ad lib. op. 75 (1965)
- The Golden Vanity, Text von Colin Graham, für Knabenchor und Klavier op. 78 (1966)
- Sacred and Profane, für gemischten Chor op. 91 (1975)

### Solo-Vokalmusik
- Quatre Chansons françaises (V. Hugo/P. Verlaine) für hohe Stimme (1928)
- Our Hunting Fathers, Text von W. H. Auden, op. 8 (1936)
- On this Island, Text von W. H. Auden, op. 11 (1937)
- Les Illuminations für hohe Stimme und Streichorchester auf Texte von Rimbaud, op. 18 (1939)
- Seven Sonnets of Michelangelo, op. 22 (1940) für Tenor und Klavier
- Serenade für Tenor, Horn und Streicher, op. 31, Liederzyklus auf Texte von englischen Dichtern (1943)
- The Holy Sonnets of John Donne, op. 35 (1945)
- Winter Words, Liederzyklus auf Texte von Thomas Hardy, op. 52 (1953)
- Nocturne, op. 60 (1958)
- Sechs Hölderlin-Fragmente, op. 61 (1958) für Tenor und Klavier
- Songs and Proverbs of William Blake, op. 74 (1965) für Bariton und Klavier
- Who are these Children, Liederzyklus auf Texte von W. Soutar, op. 84 (1969) für Tenor und Harfe (oder Klavier)
- Evening, Morning, Night, drei Lieder aus This way to the tomb für Tenor und Harfe (oder Klavier)
- Fish in the Unruffled Lakes
- The Birds
- Two Ballads
- Canticle I op. 40, für Tenor und Klavier (1947)
- Canticle II: Abraham and Isaac, op. 51, für Alt, Tenor und Klavier (1952)
- Canticle III: Still falls the Rain, op. 55, für Tenor, Horn und Klavier (1954)
- Songs from the Chinese op. 58, Liederzyklus für hohe Stimme und Gitarre (1957), uraufgeführt 1958
- Canticle IV: The journey of the magi, op. 86, für Alt, Tenor, Bariton und Klavier (1971)
- Canticle V: The death of Saint Narcissus op. 89 für Tenor und Harfe (1974)
- A Birthday Hansel, 7 Songs, texts by Robert Burns op. 92 (1975)
- The Poet’s Echo, op. 76, sechs Lieder nach Puschkin
- Tit for Tat, fünf Gedichte nach Walter de la Mare für mittlere Stimme und Klavier (1928–31, rev. 1968)

### Opern
- Paul Bunyan op. 17. Operette (bzw. Ballad Opera). Prolog und 2 Akte. Libretto: Wystan Hugh Auden; deutsche Fassung: Erich Fried. UA 5. Mai 1941 New York (Columbia University). Neufassung (bearbeitet von C. Graham): 4. Juni 1976 Aldeburgh Festival
- Peter Grimes op. 33. Oper. Prolog und 3 Akte. Libretto: Montagu Slater (1902–1956) (nach der Verserzählung The Borough von George Crabbe). UA 7. Juni 1945 London (Sadler’s Wells), (die Neuinszenierung dieser Oper am Theater an der Wien 2015 wurde mit dem International Opera Award ausgezeichnet)
- The Rape of Lucretia op. 37. Kammeroper in 2 Akten. Libretto: Ronald Frederick Henry Duncan (1914–1982) (nach der Tragödie Le viol de Lucrèce von André Obey). UA 12. Juli 1946 Glyndebourne Festival Opera
- Albert Herring op. 39. Komische Oper (Kammeroper) in 3 Akten (5 Bildern). Libretto: Eric John Crozier (1914–1994) (nach der Erzählung Le Rosier de Madame Husson [Der Tugendpreis; 1888] von Guy de Maupassant). UA 20. Juni 1947 Glyndebourne (Opera House)
- The little sweep (Der kleine Schornsteinfeger; Kinderoper) als Teil von Let’s Make an Opera op. 45. Libretto: Eric Crozier (nach Charles Dickens). UA 14. Juni 1949 Aldeburgh Festival (Aldeburgh, Jubilee Hall)
- Billy Budd op. 50. Oper in 2 Akten mit Prolog und Epilog. Libretto: Edward Morgan Forster und Eric Crozier (nach der Novelle Billy Budd, Foretopman [1891] von Herman Melville). UA 1. Dezember 1951 London (Royal Opera House Covent Garden)
- Gloriana op. 53. Oper in 3 Akten. Libretto: William Charles Franklin Plomer (1903–1973) (nach dem Roman Elizabeth and Essex von Giles Lytton Strachey und einem Text des Robert Devereux, 2. Earl of Essex). UA 8. Juni 1953 London, zur Krönung von Königin Elisabeth II.
- The Turn of the Screw op. 54 (Die Drehung der Schraube oder Die sündigen Engel oder Die Besessenen). Kammeroper. Prolog und 2 Akte. Libretto: Myfanwy Piper (nach der Erzählung von Henry James). UA 14. September 1954 Venedig (Teatro La Fenice)
- Noye's Fludde (Noahs Sintflut) op. 59. Kinderoper. 1 Akt. Libretto: nach dem Chester Miracle Play. UA 18. Juni 1958 Orford, Suffolk (Parish Church [Pfarrkirche])
- A Midsummer Night's Dream (Ein Sommernachtstraum) op. 64. Oper in 3 Akten. Libretto: Benjamin Britten und Peter Pears (nach Shakespeare). UA 11. Juni 1960 Aldeburgh Festival
- Owen Wingrave op. 85. Oper in 2 Akten. Libretto: Myfanwy Piper, nach der gleichnamigen Kurzgeschichte von Henry James. Ursendung im Fernsehen 16. Mai 1971 (BBC London). UA 10. Mai 1973 London (Royal Opera House Covent Garden)
- Death in Venice (Tod in Venedig) op. 88. Oper in 2 Akten. Libretto: Myfanwy Piper (nach der Novelle Der Tod in Venedig von Thomas Mann). UA 16. Juni 1973 Aldeburgh Festival (The Maltings, Snape, Suffolk)

### Church Parables (Kirchenparabeln)
- Curlew River. A parable for church performance (Fluss der Möwen oder Der Brachvogel-Fluss) op. 71. Libretto: William Charles Franklin Plomer (nach dem Nō-Spiel Sumidagawa von Juro Motomasa). UA 13. Juni 1964 Orford, Suffolk (Parish Church)
- The Burning Fiery Furnace (Die Jünglinge im Feuerofen oder Die Feuerprobe) op. 77. Ballade (Kirchenparabel). Libretto: William Plomer. UA 9. Juni 1966 Orford, Suffolk (Parish Church)
- The Prodigal Son (Der verlorene Sohn) op. 81. Kirchenparabel. Libretto: William Plomer. UA 10. Juni 1968 Orford, Suffolk (Parish Church)

### Kammermusik und Solowerke
- Lachrymae, Reflections on a song of Dowland, op. 48 für Viola und Piano (1950)
- Sechs Metamorphosen nach Ovid für Oboe Solo, op. 49 (1951)
- Fanfare for St Edmundsbury (1959), kurzes antiphonisches und polytonales Stück für drei Trompeten
- Sonate für Cello und Klavier C-Dur op. 65, 1961
- Nocturnal after John Dowland for Guitar. Op. 70 (1963, erstaufgeführt am 12. Juni 1964 von Julian Bream beim Aldeburgh Festival; Dauer: etwa 14 Minuten), Variationen über Come Heavy Sleep (1597[12]) für Gitarre, gewidmet Julian Bream[13][14][15]
- Cello-Suiten Nr. 1 G-Dur (op. 72; 1964), Nr. 2 D-Dur (op. 80; 1967) und Nr. 3 (op. 87; 1971)
- Drei Streichquartette, opp. 25, 36, 94; Three Divertimenti for String Quartet, UA: 1936
- Suite for Harp, op. 83 (dem Harfenisten Osian Ellis gewidmet)

### Werke ohne Opuszahl (meist Frühwerke)
- Musik für den Dokumentarfilm Night Mail (1936), Text von W. H. Auden
- Russian Funeral (1936) für Blechbläser (4 Hörner ad lib., 3 Trompeten, 3 Posaunen und Tuba) und Percussion
- The Rescue of Penelope
- The world of the spirit